# Алкафоя
Алкафоя (дав.-гр. Ἀλκαθόη, також трапляються варіанти: Алкатоя та Алкатое) — боспорська аристократка, убивця Левкона II. Єдина згадка про неї у джерелах, це схолії до поеми Овідія «Ібіс».

## Згадка у джерелах
Під час свого вигнання, римський поет Публій Овідій Назон написав поему «Ібіс». Поема являє собою прокляття, яке жрець промовляє перед вівтарем. Прокляття адресоване ворогу поета, котрий відомий під псевдонімом Ібіс. Поема містить такі рядки:

Хай буде названа благочестивою перелюбниця, котра вб'є тебе, подібно до того, як була названа благочестивою та, котра із помсти вбила Левкона.
Оригінальний текст (лат.)
Aut pia te caeso dicatur adultera, sicut

Qua cecidit Leucon vindice, dicta pia est.

Вже у часи античності поема була складною для розуміння. Так Михайло Гаспаров називав її «самим темним твором усієї давньоримської поезії». Для пояснення поеми пізніше були написані схолії, які пояснювали її зміст. Схолії дійшли у різних варіантах і їхній зміст відрізняється. Згідно з одною версією, Левкон вбив свого брата Спартока, бо останній спав з Алкафоєю, дружиною Левкона. Потім Алкафоя вбила чоловіка, помстившись за коханця. Згідно з іншою версією Алкафоя була дружиною Спартока, а Левкон вбив брата через кохання до невістки. Коли ж він захотів розділити ліжко з Алкафоєю, вона його зненацька вбила. Також схоліаст посилається на вірш поета Аріона «Левкон убив брата за дружину, а та його, і обидва були причиною вбивства».

## Інтерпретації дослідників

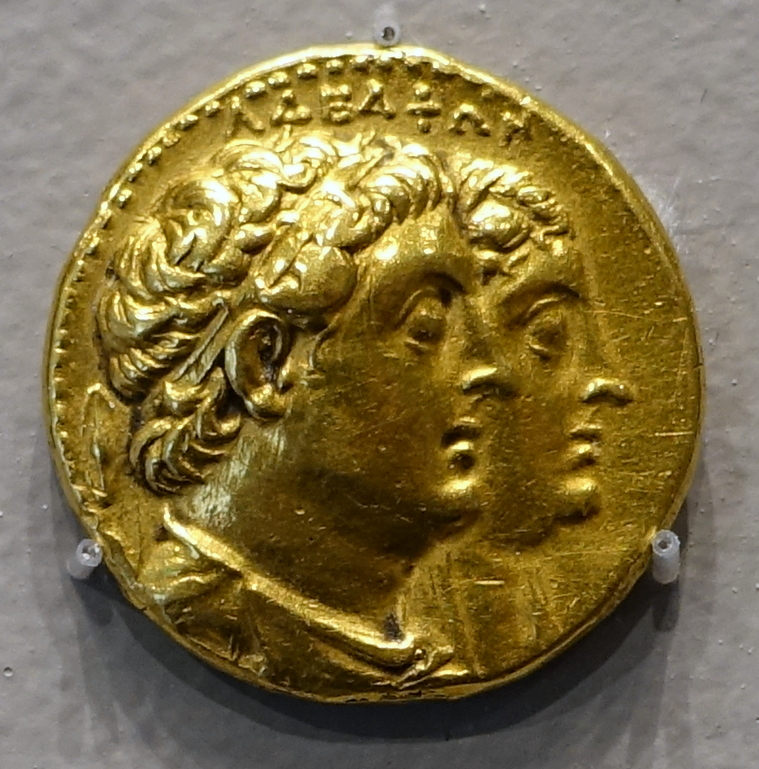
Монета зображує можливих батьків Алкафої — Птолемея II та Арсіною II

Левкона, згаданого у поемі, зазвичай інтерпритують як боспорського правителя Левкона II. Бо, згідно зі свідченнями Діодора Сицілійського, Левкон I помер своєю смертю. Таким чином подія описана у поемі, відбулася у першій половині III сторіччя до н.е.
Владлен Анохін висловив гіпотезу про єгипетське походження Алкафої. Припускається, що вона була дочкою єгипетського базилевса Птолемея II Філадельфа та його дружини Арсіної II. Шлюб між єгипетською принцесою та старшим сином Перісада II повинен був скріпити союз між Державою Лагідів та Боспором. Перісад II міг відступити від традиції одружуватися на родичках через брак кандидаток. Його дід Евмел знищив майже всіх представників династії Спартокідів. Приблизно у 253—252 роках до н. е. принцеса прибула до Боспору на кораблі «Ісіда», зображення якого збереглося у Німфейському святилищі. З принцесою пов'язується поява на Боспорі великої кількості перснів із зображенням її батьків. Начебто, вона їх роздавала, щоб отримати прихильність місцевої аристократії. Згідно з цією версією Алкафоя або не мала дітей від Спартока IV, або вони були вбиті Левконом II. Тому після того як вона помстилася за смерть чоловіка, Алкафоя зосталася єдиною представницею правлячого роду у Боспорі. Вона одружилася з Гігіенонтом, який був обраний архонтом Народними зборами Пантікапея. Після смерті Алкафої у 205 до н. е., Гігіенонт віддав владу Спартоку V, представнику бокової гілки Спартокідів, праонуку Сатира II.
Дослідник Мельников підтримуючи думку про єгипетське походження Алкафої, не погоджувався з версією Анохіна щодо подій, які відбулися після смерті Левкона II. Він вважав фразу поеми про визнання Алкафої благочестивою, вказівкою на те, що її судили після вбивства Левкона II і визнали безвинною. На думку дослідника, факт суду заперечує, що Алкафоя могла отримати владу. А її виправдання означає, що родичі Левкона II не мали змоги тиснути на суд. Скоріш за все, тоді правив Гігіенонт — архонт-регент при Перісаді III, малолітньому сині Левкона II. Зважаючи на єгипетські мотиви на статері Гігіенонта, дослідник припускав, що майбутній архонт міг приїхати до Боспору у свиті Алкафої.
Завойкін відкидаючи версію про єгипетське походження Алкафої, відносив її до Спартокідів та вважав дочкою Перісада II. Таким чином вона була сестрою Спартока IV та Левкона II.
Дослідник Ігор Суріков скептично ставився до вищезазначених теорій. Він вважав, що ім'я Алкафоя не має ніякого стосунку до Боспору. І що всі спроби пов'язати його зі Спартокідами базуються на недостовірному апокрифі.

## Ім'я
Алкафоя — рідкісне давньогрецьке ім'я. З міфів відома дочка орхоменського правителя Мінія, на ім'я Алкіфоя. Вона разом з сестрами відмовилася брати участь у містеріях Діоніса, за що розлючений бог перетворив їх на кажанів, за іншою версією звів з розуму. З історичних часів, окрім Боспорської Алкафої, відома лише одна носійка цього імені — Алкафоя Спартанська. Вона була дружиною регента Клеомброта і матір'ю полководця Павсанія.

## Епіклеса
Дослідник Михайло Ростовцев аналізуючи текст поеми Овідія, висловлював думку, що Алкафоя мала епіклесу Евсебія (дав.-гр. Εὐσεϐής, Благочестива). Хоча він і зазначив, що такий епітет мало підходить до вчинків Алкафої. Марина Скржинська вважала, що Алкафоя отримала епіклесу за ревність у шануванні богів.